# Lactarius cyanescens
Lactarius cyanescens é um fungo que pertence ao gênero de cogumelos Lactarius na ordem Russulales. Encontrado na Malásia, foi descrito cientificamente por Stubbe, Verbeken e Watling em 2007. Na mesma publicação pioneira, os especialistas também descreveram outras duas novas espécies do gênero: L. lazulinus e L. mirabilis.